# Страта Сарідеві Джамані
Сарідеві бінте Джамані (1978 — 28 липня 2023) — сінгапурка, яку було засуджено до смертної кари в 2018 році за контрабанду 1 кг наркотиків, що містили 30,72 г чистого героїну. Сарідеві, яка вчинила злочин 17 червня 2016 року, була заарештована того ж дня разом зі спільником у своєму кварталі на Анкорвейл-роуд, Сенгканг. Сарідеві, яка давно зловживала наркотиками, не заперечувала, що продавала наркотики, але заявила, що більша частина героїну призначалась для її власного споживання.

## Біографія
Сарідеві бінте Джамані народилася в Сінгапурі в 1978 році. Вона мала тривалу історію зловживання наркотиками. Одного разу вона вже відбувала тюремне ув'язнення за правопорушення, пов'язане з наркотиками, але була звільнена у 2014 році.

## Страта
45-річну Сарідеві Джамані стратили 28 липня. Її визнали винною у торгівлі героїном у Сінгапурі.
Згідно із законодавством Сінгапуру, смертна кара застосовується до будь-кого, якого спіймають у торгівлі понад 500 г канабісу або 15 г героїну, додає BBC.
За даними місцевої правозахисної групи Transformative Justice Collective, вона вважається першою жінкою, яку стратили в Сінгапурі за торгівлю наркотиками з 2004 року.
Майже 20 років тому за це правопорушення повішали 36-річну перукарку Єн Мей Воен.
Зі слів Сардеві, вона не могла дати точні показання поліції, бо на момент затримання у неї була наркотична абстиненція, яку ще називають «ломкою» або синдромом відміни. Цей стан характеризується появою фізичних і/або психічних розладів.
Але 6 жовтня 2022 року вищий суд міста відхилив апеляцію на її вирок. Петиція про президентське помилування також не мала успіху, повідомила влада.
Місцеві ЗМІ повідомили, що Сарідеві свідчила під час суду, що вона запасалася героїном для особистого використання під час ісламського місяця посту.
Суддя вважає, що жінка применшила масштаб наркоторгівлі.
Глобальна комісія з політики щодо наркотиків, Міжнародна федерація прав людини та Amnesty International закликали уряд Сінгапуру припинити страту. Але цього не сталось.
Сарідеві — друга людина, страчена цього тижня, і 15-та з березня 2022 року, коли уряд поновив смертну кару за це правопорушення.
Страти призупиняли на 2 роки через пандемію. До того в середньому проводили одну страту на місяці у Сінгапурі.
В уряді Сінгапуру стверджують, що смертна кара є ефективним способом запобігання злочинам, пов'язаним з наркотиками, забезпечує безпеку міста та широко підтримується громадськістю. А ще вважають судові процеси чесними.
Водночас правозахисники наголошують на тому, що обвинувачені за такі злочини зазвичай не мають доступу до адвоката і мають захищати себе самі перед судом.
«Немає жодних доказів того, що смертна кара має унікальний стримуючий ефект або що вона хоч якось впливає на вживання та доступність наркотиків. Єдине повідомлення, яке посилають ці страти, полягає в тому, що уряд Сінгапуру готовий знову порушити міжнародні гарантії щодо застосування смертної кари», — зазначила правозахисниця К'яра Санджоргіо з Amnesty International.
Повідомлення про страту зазвичай видають ув'язненим приблизно за тиждень. При тому дозволяють відвідування ув'язненого щодня, але за скляним вікном і не дозволяють фізичного контакту з їхніми близькими. За бажанням можна провести фотосесію на згадку для сімей. Її проводять за кілька днів до страти. Родичам також дозволяється приносити спеціальний одяг ув'язненого.